# 大宝 (梁)
大宝（たいほう）は、南北朝時代の南朝梁において簡文帝の治世に使用された元号。
550年正月 - 551年12月。

## 西暦・干支との対照表
| 大宝 | 元年  | 2年   |
| 西暦 | 550年 | 551年 |
| 干支 | 庚午  | 辛未  |